# Institut de Recerca i Estudis Religiosos de Lleida
L'Institut de Recerca i Estudis Religiosos de Lleida (IREL), també conegut com a Institut Superior de Ciències Religoses de Lleida, és una institució docent de caràcter públic, constituïda com a fundació autònoma, que forma part del Bisbat de Lleida, i que està vinculada a la Facultat de Teologia de Catalunya en forma de centre adscrit.
Fou creat el 2 d'octubre de 1992 mitjançant un decret del llavors bisbe de Lleida Ramon Malla i Call. Segons els seus estatuts: «és una institució de la diòcesi de Lleida, constituïda per a facilitar la formació religiosa cristiana, preferentment dels laics, d'acord amb els ensenyaments de l'Església Catòlica i per a tractar i aprofundir qüestions i temes des de la perspectiva religiosa". Des del 22 de maig de 1996 té consideració d'Institut Superior de Ciències Religioses, a partir d'un decret emès per la Congregació per a l'Educació Catòlica de la Santa Seu, que l'erigia i n'aprovava els seus estatuts.
Es va refundar per complet el maig del 2010, per tal de portar a terme l'adaptació al procés de Bolonya així com a la Instrucció sobre els instituts superiors de ciències religioses, promulgada per la Congregació per a l'Educació Catòlica el 28 de juny de 2008.